# Дългова криза в еврозоната
Кризата в еврозоната (често наричана още криза с еврото) е продължаваща криза, която засяга страните от еврозоната от края на 2009 г.
Тя представлява комбинация от криза на публичния дълг, банкова криза и криза на растежа и конкурентоспособността. Това се изразява в следното – някои страни срещат трудности при финансирането си и доходността по държавните им облигации нараства, банките са декапитализирани и се сблъскват с ликвидни проблеми и икономическият растеж в еврозоната е слаб и нееднакво разпределен в отделните страни. Кризата прави трудно или невъзможно за някои държави в еврозоната да платят или да рефинансират държавния си дълг, без помощта на трети страни.
През 1992 г. членовете на Европейския съюз подписват Договора от Маастрихт, по силата на който те се ангажират да ограничат дефицитите си и нивата на задлъжнялост. Въпреки това, в началото на 2000 г., редица страни членки не успяват да останат в границите на критериите от Маастрихт и се насочват към секюритизация на бъдещи държавни приходи, за да намалят дълговете си и/или дефицитите. Държавите продават права за получаване на бъдещи парични потоци, което позволява на правителствата да наберат средства, без да нарушават поставените цели за стойностите на дълга и дефицита, но избягвайки най-добрите практики и игнорирайки международно признати стандарти. Това позволява на държавите да прикрият нивата на дефицита и дълга си, чрез комбинация от техники, включително противоречиво счетоводство, задбалансови сделки, както и използването на сложни валутни и кредитни дериватни структури.
От края на 2009 г. сред инвеститорите се разпространяват страхове от криза с държавния дълг, в резултат на нарастващите нива на частните и държавни дългове по целия свят, заедно с вълна от понижаване на рейтингите в някои европейски държави. Причините за възникването на кризата варират според отделните страни. В някои страни частните дългове, произтичащи от балона на недвижимите имоти, се превръщат в държавен дълг в резултат на спасяването на банковите системи и правителствената реакция към забавянето на икономиките, след спукването на балона. В Гърция високите възнаграждения в публичния сектор и пенсионните ангажименти са свързани с увеличение на дълга. Структурата на еврозоната, като паричен съюз (т.е. една валута) без фискален съюз (напр. различни данъчни и обществени пенсионни правила), допринася за кризата и вреди на способността на европейските лидери да отговорят на предизвикателствата. Европейските банки притежават значителна част от държавния дълг, така че се засилват притесненията относно платежоспособността на банковите системи или самите държави.
Притесненията се засилват в началото на 2010 г. и след това, принуждавайки европейските страни да приложат серия от мерки за финансова подкрепа, като Европейския фонд за финансова стабилност (EFSF) и Европейския стабилизационен механизъм (ESM).
Освен всички политически мерки и спасителни програми, предприети за борба с кризата в еврозоната, Европейската централна банка (ЕЦБ) също изпълнява своята роля, чрез намаляване на лихвените проценти и предоставяне на евтини заеми на стойност повече от един трилион евро, за да поддържа парични потоци между европейските банки. На 6 септември 2012 г. ЕЦБ успокоява финансовите пазари, като обявява свободна неограничена подкрепа за всички страни от еврозоната, които участват в програмата за спасяване на състоянието на държавите от EFSF/ESM. Като инструмент на тази подкрепа са операциите по изкупуване на емитирани вече ДЦК (на вторичния пазар) от тези държави, като по този начин ЕЦБ спомогна за понижаване на цената на финансирането им, чрез нови емисии.
Кризата не само доведе до неблагоприятни икономически последици за най-лошо засегнатите страни, но също така оказва значително политическо въздействие върху управляващите правителства в 8 от 17-те страни от еврозоната, което доведе до смяна на властта в Гърция, Ирландия, Италия, Португалия, Испания, Словения, Словакия и Холандия.
Кризата в еврозоната се превръща в социална криза за най-засегнатите страни, като Гърция и Испания имат най-висок процент на безработица във валутния съюз – 27% в средата на 2013 г.

## Причини
Кризата в еврозоната е резултат от комбинация на комплексни фактори, включително глобализацията на финансите; лесните условия за кредитиране в периода 2002 – 2008 г., които насърчават високорисковите кредити и практики по заемане на средства; финансовата криза от 2007 – 2008 г.; дисбалансите в международната търговия; балона на недвижимите имоти, който междувременно се спука; Голямата рецесия от 2008 – 2012 г.; изборът на фискални политики, свързани с държавните приходи и разходи; както и подходите, използвани от държавите, да спасяват затруднените банкови сектори и частните облигационери, което предполага дългово бреме за частния сектор или социални загуби.
Изследователски доклад за Конгреса на САЩ, завършен през 2012 г., обяснява, че „Сегашната криза в еврозоната се развива още през 2009 г., когато новото гръцко правителство разкрива, че предишните такива не са съобщавали цялата информация около бюджетния дефицит. Кризата впоследствие достига до Ирландия и Португалия, като същевременно се появяват опасения за Италия, Испания и европейската банкова система, и за по-фундаментални дисбаланси в рамките на еврозоната.“
Проблемът със скриването на информация от гръцкото правителство е разкрит през първото тримесечие на 2010 г. Опасенията от лоши последствия застигат някои части от Европа, след като Гърция разкрива, че дефицитът ѝ от 2009 г. е ревизиран от 5% от БВП, (който според Договора от Маастрихт не може да е над 3% от БВП), на повече от два пъти от тази стойност: 12,7%. Фактът, че дългът на Гърция надвишава 400 млрд. долара, от които 10% са собственост на Франция, всява ужас у инвеститорите. Проблемът е реален. Гърция е спасена през 2010 г. с директен заем от 110 млрд. евро от ЕС и МВФ. След две годни строги ограничения във фискалния сектор и много гръцки протести е взет още един заем от 130 млрд. евро. Гръцките програми за строги икономии намаляват пенсиите и заплатите в публичния сектор, които са сред най-щедрите в света.
Кризата в еврозоната се превръща в социален проблем за повечето страни, като Гърция и Испания поддържат най-високите нива на безработица – около 27% в средата на 2013 г.

## Еволюция на кризата
През първите няколко седмици на 2010 г. отново се подхранва безпокойството за прекомерен държавен дълг, с кредитори, изискващи все по-големи лихвени проценти от някои държави с по-високи нива на дълг, дефицит по текуща сметка. Това от своя страна затруднява някои правителства да финансират понататък бюджетния си дефицит и да обслужват съществуващия си дълг, особено когато темповете на икономически растеж са ниски и когато висок процент от дълга е в ръцете на чуждестранни кредитори, какъвто е случаят на Гърция и Португалия.
За да се борят с кризата, някои правителства залагат на строги мерки за икономии, (например по-високи данъци и по-ниски разходи), което от своя страна допринася за социални вълнения и значителен дебат сред икономистите, много от които препоръчват по-големи дефицити, когато икономиките се опитват да се възстановят. Появява се криза на доверието с увеличаването на спредовете в доходността по облигациите и застрахователния риск по суаповете за кредитно неизпълнение между държави, където бюджетните дефицити и държавните дългове са нараснали рязко, и други страни членки на ЕС, най-вече Германия. До края на 2011 г. Германия отчита, че е направила повече от 9 млрд. евро от кризата, тъй като инвеститорите се насочват към по-безопасни немски държавни облигации, но с близки до нулата лихвени проценти. От юли 2012 г. Холандия, Австрия и Финландия, също се възползват от нулеви или отрицателни лихвени проценти. Списъкът на бенефициентите, гледайки краткосрочните държавни облигации с падеж по-малък от една година, включва също Белгия и Франция. Докато Швейцария (и Дания) еднакво се възползват от по-ниските лихвени проценти, кризата засяга експортния сектор на страната, поради значителното навлизане на чуждестранен капитал и последващото покачване на швейцарския франк. През септември 2011 г. Швейцарската национална банка изненадва валутните търговци, като заявява, че „вече няма да толерира обменен курс евро-франк под минималното ниво от 1,20 франка“, което води до ефективна обезценка на швейцарския франк. Това е най-голямата швейцарска намеса от 1978 г. насам.
Въпреки че само няколко държави увеличават публичния си дълг съществено, най-вече Гърция, Ирландия и Португалия, които заедно представляват едва 6% от БВП на еврозоната, това се превръща в съществен проблем за валутния съюз като цяло и води до спекулации, свързани с разпространение до други европейски страни и евентуален разпад на еврозоната. Дълговата криза принуждава пет от 17 членките на еврозоната да търсят помощ от други държави към края на 2012 г.
Все пак към края на 2012 г. поради успешната фискална консолидация и приложените структурни реформи в страните, които са в най-рисково положение, както и различните мерки, предприети от ЕС и ЕЦБ, финансовата стабилност на еврозоната се подобрява значително и лихвените проценти започват постепенно да падат. Това същевременно намалява риска от разпространение в други страни членки на еврозоната. Към октомври 2012 г. само 3 от 17-те страни, а именно Гърция, Португалия и Кипър, все още се борят с дългосрочни лихви над 6%. Към януари 2013 г. успешните аукциони на държавни облигации в еврозоната и най-вече в Ирландия, Испания и Португалия са знак, че инвеститорите вярват, че намесата на ЕЦБ е проработила. През ноември 2013 г. Централната банка намалява лихвения си процент до 0,25%, за да подпомогне възстановяването в еврозоната.

## Гърция
В началото до средата на първото десетилетие на 21 век гръцката икономика е една от най-бързо развиващите се икономики в еврозоната и поддържа висок структурен дефицит. След като световната икономика е връхлетяна от финансовата криза на 2007 – 2008 г. Гърция е засегната силно, защото основните ѝ сектори превоз на стоки и туризъм са значително чувствителни към промените в бизнес цикъла. Правителството използва значителни средства, за да поддържа икономиката, и съответно задлъжнялостта на страната нараства драматично.
На 23 април 2010 г. гръцкото правителство иска заем от 45 млрд. евро от ЕС и Международния валутен фонд (МВФ), с който да си задоволи финансовите си нужди до края на 2010 г. Няколко дни по-късно „Стандарт енд Пуър“ сваля рейтинг на страната до BB+ поради риск от фалит. В този случай инвеститорите ще загубят между 30 и 50% от парите си. Това се отразява негативно върху фондовите борси в цял свят и курса на еврото.
На 1 май 2010 г. гръцкото правителство обявява поредица от мерки за икономии, които трябва да осигурят на страната тригодишен заем в размер на 110 млрд. евро. Гръцкият народ е изцяло против новата политика, което води до масови протести, въстания и социално недоволство в цялата страна. Така наречената Тройка със състав Европейската комисия, Европейската централна банка и Международния валутен фонд предлагат на Гърция втори заем в размер на 130 млрд. евро през октомври 2011 г., но само ако се въведат нови мерки на икономии и се постигне споразумение относно преструктуриране на дълга. В отговор гръцкия премиер Георги Папандреу обявява референдум през декември 2011 г., на който да се реши новия план за спасяване на страната. Решението обаче се отменя под големия натиск от партньори в ЕС, които заплашват, че ще задържи вноска по заема на страната в размер на 6 млрд. евро и която трябва да се изплати до средата на декември. На 10 ноември 2011 г. Папандреу си подава оставката, след като Новата демократична партия и Народния православен сбор постигат съгласие да назначат технократа Лукас Пападемос, който не е член на парламента, за нов министър-председател на междинно правителство, което да поеме отговорността да въведе необходимите мерки за икономиии и да доведе до получаване на втори заем.
Всички мерки за икономии, които са въведени, помагат на Гърция да намали първичния си дефицит, т.е. фискалният дефицит преди лихвените плащания, от 24,7 млрд. евро (10,6% от БВП) през 2009 г. до едва 5,2 млрд. евро (2,4% от БВП) през 2011 г. Страничен ефект обаче е влошаването на гръцката рецесия, която започва през октомври 2008 г. и се задълбочава през 2010 г. и 2011 г. БВП на Гърция спада най-много през 2011 г. – с 6,9%. През тази година сезонно изгладените данни за индустриалното производство сочат, че то спада с 28,4% в сравнение с 2005 г., като същевременно 111 хил. гръцки компании фалират (с 27% повече от 2010 г.). В резултат безработицата се увеличава от 7,5% през септември 2008 г. до рекордните 27,9% през юни 2013 г., докато младежката безработица скача от 22,0% до 62%.
Като цяло, делът на населението, което живее в риск от бедност и социално изключванем не нараства съществено през първите 2 години от кризата. Данните сочат 27,6% през 2009 г. и 27,7% през 2010 г. (малко над средното за ЕС – 23,4%), но през 2011 г. показателят достига 33%. През февруари 2012 г. съветник от МВФ, който е участвал в преговорите за мерките за икономии на Гърция, признава, че прекомерното орязване на разходите носят негативни ефекти за Гърция. 
Някои експерти икономисти твърдят, че най-добрата опция за Гърция и останалите страни от ЕС е да проектират „поредния фалит“, като позволят на Атина да се изтегли от еврозоната и да въведе отново националната си валута, драхмата, на девалвирано ниво. Обаче, ако Гърция напусне еврозоната, политическите и икономическите последствия ще бъдат опустошителни. Според японската финансова компания Норума, излизане от еврозоната би довело до обезценяване на драхмата с до 60%. Анализатори от френската банка БНП Париба добавят, че излизане на Гърция от валутния съюз ще намали БВП на страната с 20%, ще увеличи съотношението дълг към БВП до над 200% и ще повиши инфлацията до нива от 40 – 50%. Също така ЮБС предупреждава за хиперинфлация, банкови паники и дори военни преврати и възможна гражданска война. Националните банки на еврозоната могат да изгубят до 100 млрд. евро дълг Гръцката национална банка чрез системата на ЕЦБ ТАРГЕТ 2. Дойчебанк сама може да отпише 27 млрд. евро от гръцки дълг.
За да предотврати това да се случи, Тройката (ЕК, МВФ и ЕЦБ) в крайна сметка се съгласява през февруари 2012 г. да осигури втори спасителен пакет на стойност 130 млрд. евро., при условие, че Гърция приеме мерки за строги икономии, като трябва да намали разходите си с 3,3 млрд. евро през 2012 г. и с още по 10 млрд. евро през 2013 г. и 2014 г. За пръв път спасителната сделка включва споразумение за преструктуриране на дълга с частните инвеститори в гръцки ДЦК (банки, застрахователи и инвестиционни фондове), които „доброволно“ приемат суапове на ДЦК с 53,5% отписано от номинала, отчасти в краткосрочни бонове, отчасти в нови гръцки облигации с по-ниски лихвени проценти и удължен матуритет до 11 – 30 години (независимо от предишния матуритет). Това е най-голямата сделка за престуктуриране на дълга в света правена някога, като засяга правителствени облигации на стойност 206 млрд. евро. Отписването на дълга е вразмер на 107 млрд. евро и грубо намалява гръцкия дълг от 350 млрд. евро на 240 млрд. евро през март 2012 г., с по-предвидимо съотношение на дълга към БВП в размер на 117%. Това е малко по-малко от първоначалните 120,5%, които са подписани в меморандума с Тройката.
Критици като директора на Лондонското Училище за Икономика твърдят, че милиардите евро на данъкоплатците не спасяват Гърция, а нейните финансови институции, тъй като „повече от 80% от спасителните пакети отива при кредиторите – така да се каже банки извън Гърция и към ЕЦБ. Изследване открива, че публичния дълг на Гърция към чужди правителства, включително дълга към ЕС и МВФ чрез евровата система се увеличава от 47,8 млрд. евро до 180,5 млрд. евро (+132,7 млрд.) в периода януари 2010 и септември 2011 г., докато съвкупните експозиции от чуждестранните банки към (публични и частни) гръцки единици е намалено от над 200 млрд. евро през 2009 г. до около 80 млрд. евро (-120 млрд.) до средата на февруари 2012 г.
През май 2012 г. кризата и невъзможността да се формира ново правителство след изборите водят до спекулации, че Гърция скоро ще напусне еврозоната. Този феномен става познат като „Грекзит“ („Grexit“) и започва да направлява поведението на пазара. Въпреки това, победата на дясно-центристката партия на 17 юни дава надежда, че Гърция ще изпълни задълженията си и ще остане в еврозоната.
Поради забавянето на реформите и влошаването на рецесията, новото правителство веднага отправя молба към Тройката, да бъде удължен срока на погасяване от 2015 г. до 2017 г., преди да бъде помолена да възстанови самофинансирането на бюджета, което всъщност е равностойно на запитване за трети спасителен пакет за 2015 – 2016 г. на стойност 32,6 млрд. евро допълнителни заеми. На 11 ноември 2012 г. виждайки фалит в края на месеца, гръцкия парламент приема нов пакет за строги икономии в размер на 18,8 млрд. евро., включително „реформа на пазара на труда“ и средносрочен фискален план 2013 – 2016 г. В замяна, еврогрупата се съгласява на следващия ден да намали лихвените проценти и да удължи матуритета на дълга, както и да даде допълнителни средства на Гърция в размер на 10 млрд. евро за програма за обратно изкупуване на дълг. Последният позволява на Гърция да намали около половината от дълга в размер на 62 млрд. евро, който Атина дължи на частни инвеститори, като по този начин намалява грубо 20 млрд. от този дълг. Това трябва да свали съотношението дълг към БВП на Гърция до 124% до 2020 г. и доста под 110% две години след това. Без това споразумение съотношението дълг към БВП щеше да се повиши до 188% през 2013 г.
Специален доклад на Файненшъл Таймс за бъдещето на ЕС твърди, че либерализацията на трудовите пазари позволява на Гърция да стесни разходната конкурентоспособност с други югоизточни страни от еврозоната с около 50% през последните две години. Това е постигнато главно чрез намаление на заплатите, въпреки реакциите на бизнеса. Отварянето на пазарите а стоки и услуги обаче, е трудно, тъй като групите с различни интереси забавят реформите. Най-голямото предизвикателство е да се преправи данъчната администрация, като се обърне внимание на годишните неплатени данъци. Въпреки това, Пол Томсен, представител на МВФ, който ръководи спасителната мисия в Гърция, твърди, че „относно структурните реформи, Гърция е изминала половината път“.
През юни 2013 доставчика MSCI. на капиталовия индекс (Equity index) прекласифицира Гърция като нововъзникващ пазар, позовавайки се на неуспех страната да се класира по няколко критерия за достъпност на пазара.

## Ирландия
Ирландската дългова криза не се основава на прекомерното харчене на правителството, а е резултат от гаранцията, която държавата дава за шестте най-големи банки в Ирландия, чието финансиране довежда до образуването на балон в сферата на недвижимите имоти. На 29 септември 2008 г. финансовият министър Брайън Ленихан младши издава двугодишна гаранция на депозиторите и държащите облигации на банките. Гаранциите впоследствие се подновяват за нови депозити и облигации по малко по-различен начин. През 2009 г. се създава Националната агенция за управление на активите, която изкупува големи заеми, обвързани с имущество, от шестте банки на пазарна цена.
Ирландските банки губят около 100 млрд. евро, голяма част от които са свързани с лоши заеми на строители на недвижими имоти и купувачи на нови жилища, които взимат заем в разгара на балона, който се пука през 2007 г. Икономиката на страната се срива през 2008 г. Безработицата нараства от 4% през 2006 г. до 14% през 2010 г. Същевременно бюджетният излишък от 2007 г. се превръща в дефицит от 32% от БВП през 2010 г. – най-големият в историята на еврозоната, който не може да бъде предотвратен дори и с помощта на мерките на икономии.
След като кредитният рейтинг на Ирландия пада изневиделица на фона на огромни банкови загуби, депозиторите и притежателите на облигации започват да си търсят парите през 2009 г. и особено след август 2010 г.(необходимите за целта средства се взимат от централната банка). След като лихвите на ирландските държавни облигации се увеличават рязко, става ясно, че правителството ще се принуди да търси помощта на ЕС и МВФ. Резултатът е споразумение за помощ в размер на 67,5 млрд. евро., сключено на 29 ноември 2010 г. Наред с допълнителните 17,5 млрд. евро от държавните резерви и пенсии, правителството получава общо 85 млрд. евро, от които 34 млрд. евро са предназначени за възстановяване на финансовия сектор. В замяна на това правителството се задължава да намали дефицита си до под 3% до 2015 г. През април 2011 г. „Муди“ сваля кредитния рейтинг на банките до категория джънк.
През юли 2011 г. европейските лидери се съгласяват да намалят лихвата, която Ирландия изплаща по заема от ЕС и МВФ, от около 6% на 3,5 – 4% и да удвои периода на заема на 15 години. Това спестява на страната между 600 и 700 млн. евро на година. На 14 септември 2011 г. с цел да облекчи допълнително тежкото финансово положение на Ирландия Европейската комисия обявява, че отново ще намали лихвата по заема в размер на 22,5 млрд. евро от Европейския механизъм за финансова стабилност до 2,59$ – лихвеният процент, по който ЕС набира финансов ресурс на финансовите пазари.
Според доклада на „Юро Плъс Монитър“ от ноември 2011 г. Ирландия постига голям напредък в борбата с финансовата криза, като се очаква страната отново да си стъпи на краката и да се самофинансира без външна помощ от втората половина на 2012 г. нататък. Според Центъра за икономически и бизнес изследвания възстановяването на Ирландия, водено най-вече от експорта, постепенно ще извади икономиката от дъното. В резултат на подобрената перспектива за икономиката на страната цената на 10-годишните ДЦК пада от рекордно високите 12% в средата на юли 2011 г. до под 4% през 2013 г.
На 26 юли 2012 г. Ирландия се връща на финансовите пазари за първи път от септември 2010 г. насам с продажбата на дългосрочни ДЦК на стойност над 5 млрд. евро при лихва от 5,9% за тези с матюритет от 5 години и 6,1% за тези с матюритет 8 години. През декември 2013 г. след тригодишна финансова помощ Ирландия най-накрая напуска спасителната програма на ЕС и МВФ, въпреки че безработицата в страната остава на високо равнище и заплатите в публичния сектор са все още с 20% по-ниски от предкризисния период. Правителственият дълг достига 130,4% от БВП през 2013 г.

## Испания
Испания, като една от развитите икономики, поддържа сравнително ниски нива на дълг преди кризата. Публичният ѝ дълг е едва 60% от БВП през 2010 г., над 20 пр. пункта по-нисък от този на Германия, Франция или САЩ и повече от 60 пр. пункта по-нисък от този на Италия, Ирландия или Гърция. Задлъжнялостта е избегната най-вече благодарение на увеличаващите данъчни приходи от жилищния балон, което поддържа увеличените правителствени разходи без натрупване на дълг в продължение на цяло десетилетие. Когато балонът най-после се спуква, Испания плаща огромни суми, за да спаси банките си. През май 2012 г. „Банкиа“ получава спасителен заем в размер 19 млн. евро, което се натрупва към предишните 4,5 млрд. евро, използвани отново за „Банкиа“. Банковите загуби се покриват с помощта на съмнителни счетоводни методи. През септември 2012 г. става ясно, че на испанските банки ще са необходими 59 млрд. евро допълнителен капитал, за да покрият загубите от инвестиции в недвижими имоти.
Спасяването на банките и икономическият погром увеличават дефицита и дълга на страната и водят до значителен спад в кредитния ѝ ретинг. За да спечели доверие на финансовите пазари, правителството започва да въвежда мерки на икономии и през 2011 г. издава закон за изменение на испанката конституция, която да изисква балансиран бюджет както на национално, така и на регионално ниво до 2020 г. Според изменението публичният дълг не трябва да надхвърля 60% от БВП с изключение на случаите на природно бедствие, икономическа рецесия и др. Като една от най-големите икономики в Еврозоната (по-голяма от Гърция, Португалия и Ирландия взети заедно), състоянието на испанската икономика носи големи притеснения за международните наблюдатели. Под натиска на САЩ, МВФ, други европейски страни и Европейската комисия испанските правителства в крайна сметка успяват да намалят дефицита от 11,2% от БВП през 2009 г. до очакваните 5,4% през 2012 г.
Все пак през юни 2012 г. Испания става основната грижа за Еврозоната, когато лихвите по 10-годишните ДЦК достигат 7% и страната е изправена пред затруднен достъп до пазара на облигации. Затова на 9 юни 2012 г. Юрогруп предоставя пакет за финасова помощ в размер на 100 млрд. евро на Испания. Парите на достигат директно до испанските банки, а вместо това постъпват в правителствен фонд, който има задачата да направи необходимата рекапитализация на банките, и така той се зачислява към националния дълг на Испания. Икономическата прогноза през юни 2012 г. подчертава нуждата от финансова помощ за рекапитализацията на банките, тъй като се предвещава отрицателен растеж от 1,7%, увеличение на безработицата до 25%, както и продължаваща тенденция на спад в цените на жилищата. През септември 2012 г. ЕЦБ облекчава ситуацията на Испания на финансовите пазари, като съобщава, че ще предприеме неограничено изкупуване на облигации в случай, че Испания отново потърси помощ и вземе още един спасителен пакет от Европейския механизъм за финансова стабилност.
Според последния анализ на Европейската комисия за устойчивостта на дълга от октомври 2012 г. прогнозите за фискалното състояние на Испания предвиждат дългът на страната да достигне най-много 110% през 2018 г. в случай, че тя се придържа към фискалната консолидация. В следващите години се очаква намаляваща тенденция при дълга.
Въпреки че Испания отчита нива на безработица от 27% и икономиката ѝ се очаква да се свие с 1,4% през 2013 г., консервативното правителство на Мариано Рахой се заема да ускори реформите, се казва в доклад на „Файненшъл таймс“ за бъдещето на ЕС. Но Испания има полза от по-ниската цена на труда. Според Ерик Чани, главен икономист в „Аха“, „Ако кредитите започнат да прииждат отново, Испания може да ни изненада.
На 23 януари доверието на инвеститорите се възстановява и Испания напуска Европейския механизъм за спасяване на банковия сектор.

## Кипър
Икономиката на малката островна държава Кипър с население от 840 хил. души е ударена от множество удари през и около 2012 г. Сред тях са кризата с експозициите на кипърските банки в размер на 22 млрд. евро заради „подстрижката“ на гръцкия дълг, снижаването на кредитния рейтинг на Кипър до статус „джънк“, както и невъзможността на правителството да финансира държавните разходи.
На 25 юни 2012 г. кипърското правителство иска помощ от Европейския инструмент за финансова стабилност и Европейския механизъм за стабилност, за да помогнат на банковия сектор в страната, тъй като банките са засегнати от експозициите си към гръцки банки и от „подстрижката“ на дълга на страната.
На 30 ноември Тройката (Европейската комисия, Международният валутен фонд и Европейската централна банка) се споразумява с кипърското правителство относно условията по спасяването, като остава единствено да се споразумеят върху сумата, в която ще се изразява помощта. Те включват строги мерки на икономии като намаление на заплатите на държавните служители, социалните помощи, надбавките, пенсиите, както и увеличение на ДДС, данъците върху цигарите, алкохола и горивата, данъците върху печалбите от тотото, имотите и таксите за здравни услуги. По настояване на ЕС първоначално предложението включва и еднократен данък в размер на 6,7% върху депозитите до 100 хил. евро и 9,9% за по-високи депозити във всички национални банки. След масово публично недоволство финансовите министри на страните от Еврозоната се принуждават да променят данъка, като премахват облагането върху депозити под 100хил, евро и увеличават данъка върху по-големи депозити на 15,6%. На 19 март 2013 г. обаче и това предложение е отхвърлено от кипърското правителство с 36 вота против, 19 въздържали се и 1 отсъстващ.
Финалното споразумение става реалност на 25 март 2013 г. и включва затваряне на най-пострадалата банка „Лайкики“, с което се намаля необходимата сума на заема, така че 10 млрд. евро са достатъчни без да трябва да се облагат банковите депозити. Последното условие на Тройката е гласувано от камарата на представителите на Гърция на 30 април 2013 г. и включва:
1. Рекапитализация на целия финансов сектор, вкл. Затваряне на „Лайки банк“.
2. Въвеждане на рамка против пране на пари в кипърските финансови институции.
3. Фискална консолидация, с която да се помогне на кипърското правителство да намали бюджетния дефицит.
4. Структурни реформи, които да възстановят конкурентоспособността и макроикономическите дисбаланси в страната.
5. При тези условия кипърският дълг се очаква да нарасне до 126% от БВП през 2015 г. и след това да започне да намалява до 105% през 2020 г.

## Икономически реформи и предложения за възстановяване

### Заеми, отпуснати на банки, и регулация на банковата система
На 28 юни 2012 г. лидерите на Еврозоната се договарят да позволят отпускането на кредити към Европейския механизъм за стабилност директно на пострадалите банки, а не на страните членки, за да се избегне натрупване на публичен дълг. Реформата е свързана с плановете на ЕЦБ за регулация на банките. Тя веднага води до спад в лихвата по дълготрайните облигации, емитирани от някои страни членки като Италия и Испания, и в поскъпване на еврото.

### По-малко икономии, повече инвестиции
Мерките на икономии, които редица европейски страни прилагат, с цел да се справят с дълговата криза, получават значителни критики. Според американския икономист и Нобелов лауреат Пол Кругман, внезапно връщане към некейнсианска финансова политика не е решение. Прилагайки доказателства с исторически данни, той предвижда, че политиките, стремящи се към дефлация, които сега се налагат в страни като Гърция и Испания, ще удължат и задълбочат рецесията, в която се намират. Кругман също отрича идеята на политиците, които защитават мерките на икономии, като икономическия комисар на ЕС Оли Рен и повечето финансови министри в Европа, че бюджетната консолидация възвръща доверието във финансовите пазари в дългосрочен план. През 2003 г. излиза проучване, което анализира 133 програми за икономии на МВФ. Независимият център за оценка на МВФ открива, че политиците постоянно подценяват катастрофалните ефекти, които строги съкращения в разходите имат върху икономическия растеж. В началото на 2012 г. представител на МВФ, който води преговорите по гръцките мерки на икономии, признава, че орязването на разходите пречат на Гърция. През октомври 2012 г. МВФ обявява, че прогнозите за страните, които въвеждат мерки за икономии, са прекалено оптимистични, което предполага, че увеличението на данъците и орязването на разходите на правителството носят повече вреда от очакваното, както и че страни, които прилагат фискален стимул, като Германия и Австрия например, се справят по-добре от очакваното.
В разгара на глобалната финансова криза всички страни членки на ЕС се фокусират върху постепенно въвеждане на мерки на икономии, с цел да намалят бюджетния си дефицит до нива под 3% от БВП, така че дългът им да остане под или да започне да спада до границата от 60%, въведена от Пакта за стабилност и растеж. За да възвърнат доверието в Европа, 23 от 27-те страни членки на ЕС се съгласяват да въведат пакта Евро+, който се състои от политически реформи, за да подобрят фискалната си позиция и конкурентоспособността; 25 от 27-те стани също решават да приложат Фискалния компакт, който включва задължението всяка страна участник да въведе законова поправка за балансиран бюджет към националната законодателна рамка. Фискалният компакт е пряк наследник на предишния Пакт за стабилност и растеж, но е по-стриктен, не само защото спазването на критериите се осигурява чрез въвеждането им в националното законодателство или конституция, но и защото от 2014 г. ще изисква всички страни, ратифицирали договора, които не участват в програми за спасяване, да се придържат към новите по-стриктни критерии за структурен дефицит от максимум 0,5% или 1%, (в зависимост от дълга). Всяка страна членка на еврозоната, която участва в програма за спасяване, (Гърция, Португалия и Ирландия) трябва да следва програма на фискална консолидация и икономии и да възстанови конкурентоспособността си, чрез въвеждане на структурни реформи и вътрешна девалвация, т.е. да намалят относителните разходи за производство. Мерките, които се отнасят до възстановяване на конкурентоспособността в най-слабите държави, са необходими не само за да се построят основите за растеж на БВП, но и да се намалят дисбалансите по текущата сметка в членките на еврозоната.
Отдавна се смята, че мерките на икономии винаги забавят растежа на БВП в краткосрочен план. Причината Европа въпреки това да избере този път на мерки за икономии е, защото в средносрочен и дългосрочен план те имат положителен ефект върху ръста на БВП, тъй като страните с ниски нива на задлъжнялост ще са възнаградени от финансовите пазари с високо доверие и ниски лихви. Някои икономисти, които вярват в политиката на Кейнс, обаче критикуват периода и броя на мерките на икономии, които се изискват в програмите за спасяване. Според тях подобни всеобхватни мерки не трябва да се въвеждат по време на кризата, успоредно с рецесията, а ако е възможно, да се отложат докато БВП отново не покаже положителен растеж. През октомври 2012 г. доклад, публикуван от МВФ, също показва, че увеличението на данъците и орязването на разходите през последното десетилетие наистина вредят на растежа повече отколкото се очаква и предвижда преди това (базирайки се на „съотношения на вреда на БВП“, които се регистрират от предишни десетилетия и при различни икономически сценарии).

### Спекулации относно разпадането на еврозоната
Икономистите, които са основно извън Европа се асоциират с модерната монетарна теория и други пост-кейнсиански школи, от самото начало отричат начина, по който е изградена валутната система на еврото, защото предоставя на страните монетарна и икономическа свобода, но без централен орган, който да регулира фискалната политика. Когато подобен род проблеми се появят, Европейският монетарен съюз ще предотврати действия от страна на страните, но няма да предостави друга алтернатива. Американският икономист Мартин Фелдщайн дори нарича еврото „експеримент, който се провали“. Някои противници на кейнсианството като Лука А. Ричи от МВФ споделя, че еврозоната не отговаря на критериите за оптимална валутна зона, макар и да върви натам.
Докато дълговата криза се разпростира отвъд Гърция, тези икономисти продължават да препоръчват разделянето на еврозоната дори по-настоятелно. Ако това не може да се случи веднага, те предлагат Гърция и други задлъжнели страни единодушно да напуснат еврозоната, да обявят несъстоятелност, да възвърнат фискалната си свобода и да върнат националните си валути. Според статия на „Блумбърг“ от юни 2011 г., ако спасяването на гръцката и ирландската икономика се провалят, друг вариант може да е Германия да напусне еврозоната, за да спаси валутата чрез поевтиняване, а не чрез мерки на икономии. Очакваният голям спад в курса на еврото спрямо реконструираната немска марка ще увеличи значително конкурентоспособността на страните членки.
Исландия, която не е част от ЕС, се счита за една от успешно възстановилите се страни в европейската история. Тя фалира и валутата ѝ се обезценява драстично, което намалява заплатите с 50%, като по този начин прави експорта си по-конкурентентен. Според Лий Харис плаващият валутен курс позволява да се намалят заплатите чрез девалвация на валутата, което е по-лесна задача от политическа гледна точка отколкото метода на намаляване на заплати чрез политическа намеса, което има същия икономически резултат, но е невъзможно за политиците да се направи. Плаващият курс на Швеция ѝ дава кратковременно предимство, докато структурните реформи и мерки имат дълготраен ефект.